# عباس‌علی اکبر زاده
عباس‌علی اکبر زاده یکی از بازیکنان فوتبال ایران است. این بازیکن در طول در دوران حضورش، در تیم‌های مختلفی من‌جمله داماش ایرانیان مشارکت داشته‌است.